# Новоселье (Себежский район)
Новоселье или Новоселье 1-е — деревня в Себежском районе Псковской области России. Входит в состав городского поселения Себеж.
Численность населения деревни по оценке на начало 2001 года составляла 11 жителей.

## География
Расположена на юго-западе региона, в центральной части района, на западной окраине города Себеж. В 6 км к востоку находится деревня Новоселье-2.

## Климат
Климат, как и во всем районе, умеренно континентальный. Характеризуется мягкой зимой, относительно прохладным летом, сравнительно высокой влажностью воздуха и значительным количеством осадков в течение всего года. Средняя температура воздуха в июле +17 °C, в январе −8 °C. Средняя продолжительность безморозного периода составляет 130—145 дней в году. Годовое количество осадков — 600—700 мм. Большая их часть выпадает в апреле — октябре. Устойчивый снежный покров держится 100—115 дней; его мощность обычно не превышает 20-30 см.

## История
В 1941—1944 гг. местность находилась под фашистской оккупацией войсками Гитлеровской Германии.
Деревня Новоселье в советские и постсоветские годы входила в Ленинский сельсовет, который Постановлением Псковского областного Собрания депутатов от 26 января 1995 года переименован в Ленинскую волость.
Законом Псковской области от 28 февраля 2005 года Ленинская волость была упразднена, а с 1 января 2006 года её территория, в том числе деревня Новоселье, вместе с городом Себеж составили новосозданное муниципальное образование Себеж со статусом городского поселения.

## Население
| 2001 | 2002 | 2010 |
| ---- | ---- | ---- |
| 11   | ↗24  | ↘8   |

### Национальный и гендерный состав
Согласно результатам переписи 2002 года, в национальной структуре населения русские составляли 100 % от общей численности в 24 чел., из них 11 мужчин, 13 женщин.

## Инфраструктура
Развито личное подсобное хозяйство.

Нефтебаза примыкает к южной окраине деревни.

## Транспорт
Деревня доступна автомобильным и железнодорожным транспортом.
Автомобильная дорога общего пользования местного значения «От а/д Опочка-Дубровка-до границы с республикой Беларусь (на Полоцк) км.47+790 до дер. Новоселье» (идентификационный номер 58-254-501 ОП МП 58Н-010), протяженностью в 0,3 км.
Железнодорожная станция Себеж в пешей доступности.